# Michael Venus
Michael Venus (Auckland, 16 de outubro de 1987) é um tenista profissional neozelandês.

## ATP finais

### Duplas: 1 (1 título)
| Legenda                           |
| --------------------------------- |
| Grand Slam (0–0)                  |
| ATP World Tour Finals (0–0)       |
| ATP World Tour Masters 1000 (0–0) |
| ATP World Tour 500 Series (0–0)   |
| ATP World Tour 250 Series (1–0)   |

| Títulos por Piso |
| ---------------- |
| Duro (0–0)       |
| Grama (0–0)      |
| Saibro (1–0)     |
| Carpete (0–0)    |

| Posição | N. | Data         | Torneio                  | Piso   | Parceiro   | Oponente                      | Placar                |
| ------- | -- | ------------ | ------------------------ | ------ | ---------- | ----------------------------- | --------------------- |
| Campeão | 1. | 23 Maio 2015 | Open de Nice Côte d'Azur | Saibro | Mate Pavić | Jean-Julien Rojer Horia Tecau | 7–6(7–4), 2–6, [10–7] |